# Grupo Fantasía
Grupo Fantasía de Punitaqui es una agrupación musical chilena de estilo cumbia tropical andina, sus inicios fueron a principios de los años noventa. Se les considera precursores de la música Tropical Andina en Chile.

## Historia
Los orígenes de la banda se remontan a la ciudad de Arica donde se crea la Sonora Fantasía Tropical, que tiene como vocalista al punitaquino Pascual Ramírez, que también había participado del grupo La Nueva Cosecha. El estilo del grupo era fuertemente influenciado bandas como Claridad Baltazar de Arica, que mezclaba la tradicional cumbia chilena con sonidos de cumbia chicha y cumbia boliviana. 
Posteriormente la banda se refunda en Punitaqui con un estilo similar, pero con más cercanía a la technocumbia, basado en la cumbia andina que habitualmente se escuchaba en ciudades como Arica, Iquique, Antofagasta y todo el Norte Grande de Chile. Sus primeros integrantes fueron Pascual Ramírez (voz, guitarra y dirección), Eveneser Morales (voz), Juan "Tito" Pereira (animación), Erick Ríos (teclados), Elías Vergara (bajo) y Rodolfo Segovia (batería). La primera presentación de la banda se da el 22 de noviembre de 1991 en la Plaza de Armas de Punitaqui.
Bajo el nombre de "Fantasía de Punitaqui" graban tres producciones bajo al sello Claridad en la ciudad de Arica. En 1994 se instalaron en Santiago y con el sello Calipso Record's editaron hasta 1999 discos como Fantasía tropical, Fantasía Más éxitos…, Fantasía 96, Fantasía 97, Maldito Vicio, Fantasía Ok. 
Las voces emblemáticas de la banda fueron las de Pascual Ramírez y Eveneser Morales, quienes lograron imprimir un estilo único, que valió rápidamente el reconocimiento a nivel nacional. 
En 1995 parte de sus integrantes se alejan del grupo, dando vida a otro exitoso proyecto: Grupo Alegría. Con esto se produce la salida de la emblemática voz de Pascual Ramírez y Elías Vergara (Bajo). En reemplazo llegan Fernando Robles (Bajo) y Cristián Espinoza (Guitarra)
A mediados de los noventa, la banda se establece en Santiago.
En 1997 sale de la banda Eveneser Morales y la dupla Robles-Espinoza, quienes se unieron a Pascual Ramírez en la banda Paskual y su Alegría. A la banda ingresan en reemplazo Fernando Robles en voz y Manuel "Manolete" Espinoza en bajo quienes graban "Fantasía 97'". Al año siguiente salen de la banda junto con el histórico tecladista Erick Rios quien pasa a labores de producción en vivo; llegan como reemplazo Óscar Godoy en guitarra, Maikel Zenteno en bajo, Marcos Oyarzo en teclados y Jaime Filipp en la voz.
La banda vuelve a reunir su formación original en 2001 para la grabación de un disco en vivo, pero posteriormente vuelven a tomar caminos separados. Apenas un año después de ellos sólo continuaba el Animador Juan Tito Pereira, quien convocó a nuevos músicos para editar el álbum Renacer (2002). Siempre con cambios de integrantes y alojada también en diversos sellos disqueros como Calipso Record's, Caribe Record's y Guyani, la carrera de Fantasía ha continuado con los discos En la ruta del éxito (2005) y Ayer, hoy y siempre (2006), fiel al sonido de cumbia con teclados y baterías electrónicas iniciada hace casi dos décadas en Punitaqui. 
A fines de 2017 la banda resurge con la publicación del disco Pasado/Presente, donde graban nuevamente algunos clásicos de la banda y nuevas canciones, actualizando el estilo del grupo a las nuevas corrientes de la cumbia chilena.
El 22 de mayo de 2021 fallece Tito Pereira, emblemático animador del grupo, por problemas asociados al COVID-19. Su despedida se realiza el 23 de mayo en la ciudad de Punitaqui con una gran reunión de músicos tropicales.

## Discografía
| Álbumes De Estudio - 1991: Fantasía - 1992: Volumen I - 1993: Volumen II - 1994: Fantasía Tropical - 1995: Fantasía 95 - 1996: Fantasía 96 - 1997: Fantasía 97 - 1998: Maldito Vicio - 1999: ¡OK! - 2002: Renacer - 2005: En la ruta del éxito - 2006: Ayer, hoy y siempre - 2017: Pasado/Presente | Álbumes En Vivo - 2001: 10 años después – Los originales - 2013: En Vivo (Cd y Dvd) - 2022: Fantasía de Punitaqui (Concierto Pan de Azúcar) [En Vivo] | Recopilatorios - 1995: 15 éxitos - 1995: Más éxitos - 2007: Colección Platino |